# لوویرز (کلرادو)
لوویرز (به انگلیسی: Louviers) یک منطقهٔ مسکونی در ایالات متحده آمریکا است که در شهرستان داگلاس، کلرادو واقع شده‌است. لوویرز ۴٫۱ کیلومتر مربع مساحت و ۲۶۹ نفر جمعیت دارد و ۱٬۷۲۸ متر بالاتر از سطح دریا واقع شده‌است.